# Nordkaukasische Legion
La Nordkaukasische Legion (Legione Nordcaucasica in lingua italiana) era un'unità combattente a fianco dell'esercito tedesco nella seconda guerra mondiale. Composta interamente di volontari (osseti, calmucchi, ceceni, gusceti, circassi, daghestani, tartari), venne costituita il 5 agosto 1942 a Radom.
- Kaukasischer-Waffen-Verband der SS or Freiwilligen Brigade Nordkaukasien
- Freiwilligen-Stamm-Regiment 1
- SS-Waffengruppe Nordkaukasus

Venne sciolta nel 1943, ed i suoi effettivi contribuirono a costituire la 162. (Turkistan) Infanterie-Division.